# Idiomacromerus gregarius
Idiomacromerus gregarius is een vliesvleugelig insect uit de familie Torymidae. De wetenschappelijke naam is voor het eerst geldig gepubliceerd in 1943 door Silvestri.